# Новые Киешки
Новые Киешки (баш. Яңы Ҡыйышҡы) — село в Кармаскалинском районе Республики Башкортостан Российской Федерации. Административный центр Новокиешкинского сельсовета. Согласно переписи 2020 года население составляло 966 человек.

## География

### Географическое положение
Находится на берегу реки Белой.
Расстояние до:
- районного центра (Кармаскалы): 18 км,
- ближайшей ж/д станции (Тазларово): 5 км.

В 2,4 км к юго-западу от центра села Новые Киешки расположен остановочный пункт железной дороги 62 км линии Карламан - Мурапталово. Имеется ежедневное пригородное пассажирское сообщение до станций Стерлитамак, Карламан и Уфа.

## Население
| 2002 | 2009  | 2010  |
| ---- | ----- | ----- |
| 1238 | ↗1283 | ↘1105 |

Национальный состав
Согласно переписи 2002 года, преобладающая национальность — татары (81 %).

## Религия
В селе есть мечеть.